# Otvorena pitanja u odnosima Hrvatske i Slovenije
Odnose dvaju zemalja opterećuje nekoliko otovrenih pitanju koja su prouzročena raspadom Jugoslavije.  Iako je suradnja dvaju zemalja u ostalim aspetkima vrlo dobra (osobito u gospodarskom) otvorena pitanja povremeno dolaze u središte interesa političkog života, medija i javnosti. 

## Razgraničenje u Piranskom zaljevu
Vidi također članak Hrvatsko-slovenski granični spor
Za vrijeme SFRJ morska granica između republika nije bila utvrđena. Prema hrvatskom prijedlogu granična crta trebala bi ići od ušća Dragonje sredinom Piranskog zaljeva. U tom slučaju Slovenija ne bi imala pristup međunarodnim vodama Jadranskog mora.
Slovenija smatra da joj pripada 4/5 Zaljeva i da bi linija razgraničenja išla neposredno uz hrvatsku obalu Zaljeva.
S problematikom razgraničenja na moru povezan je i status sela Škudelini, Škrili, Buzin i Mlini. Dio te problematike je status kuće Joška Jorasa. On smatra da se slovenski teritorij proteže i na lijevu obalu Dragonje gdje se nalazi njegova kuća.
Najznačajniji dosadašnji pokušaj rješenja tog problema su sporazum hrvatskog premijera Račana i slovenskog kolege Drnovšeka parafiran 20. srpnja 2001., susret vlada na Brijunima 10. lipnja 2005. te sporazum hrvatskog premijera Sanadera i slovenskog kolege Janše iz 2007.
Sporazum o o prekograničnoj suradnji (SOPS) je stupio na snagu 5. listopada 2001. i olakšao svakodnevni život u pograničnom području i regulirao djelatnost slovenskih ribara u hrvatskim teritorijalnim vodama.
Godine 2001 su premijeri Račan i Drnovšek usuglasili sporazum prema kojem bi 80% Piranskog zaljeva pripalo Sloveniji čime bi ona dobila pristup međunarodnim vodama a Hrvatska bi zadržala morsku granicu s Italijom. 
Hrvatski parlament je Sporazum odbio a potpis opunomoćenika hrvatske vlade Olge Kresović-Rogulja je proglašen parafom bez pravnog značenja. 
Slovenska strana pak smatra paraf kao puno prihvaćanje Sporazuma i hrvatski stav smatra neozbiljnim.
Nakon toga je u Piranskom zaljevu došlo do serije incidenata između slovenskih policijskih plovila i hrvatskih ribara. Slovenski policajci su hrvatskim ribarima branili aktivnost u dijelu koji prema Sporazumu pripao Sloveniji. U ljeto 2002 su incidenti kulminirali i došlo je do obostranih prijetnji uporabe oružja a sukob je spomenut i u stranim medijima. Na međuvladinom radnom sastanku održanom 10. lipnja 2005 su se obe strane obvezale suzdržati od provokacija.
Istog dana je utemeljena zajednička hrvatsko-slovenska povijesna komisija pod predsjedanjem akademika Petra Strčiča i dr. Janka Prunka s ciljem pripreme pravnih temelja za arbitražu.
Na marginama Strateškog foruma na Bledu održanog 26. kolovoza 2007. su se slovenski premijer  Janša i njegov hrvatski kolega Sanader dogovorili o načelnom rješenju spora na nekom međunarodnom sudu.
Trenutno je prijeporno koji će međunarodni sud voditi spor. Hrvatska preferira Međunarodni sud za pravo mora u Hamburgu a Slovenija Međunarodni sud pravde u Haagu.
Ako se spor bude vodio u Hamburgu, Hrvatska će navodno biti u boljem položaju jer će se voditi načelom granice u sredini. Sud u Haagu bi bio bolje rješenje za Sloveniju jer bi vodio računa o načelu pravičnosti. U tom slučaju bi se raspravljalo i o spornim selima na lijevoj obali Dragonje.
Novo poglavlje u prijeporu između dviju zemallja je počelo 1. siječnja 2008. stupanjem na snagu hrvatskog zakona o Zaštićenom ekološko-ribolovnom pojasu (ZERP) prema kojemu bi Hrvatska mogla proširiti suverenitet i na području između granice teritorijalnih voda i epikontinentalne crte sredine Jadranskog mora. Hrvatska se pozvala na međunarodno pravo i tvrdila da su i Slovenija i Italija učinile isto.
Slovenija je smatrala da bi ZERP prejudicirao granicu na moru te je svoje predsjedanje EU-om u prvoj polovici 2008. iskoristila za blokadu pristupnih pregovora Hrvatske. 
Zbog jakog pritiska Hrvatska je u ožujku odustala od provođenja ZERP-a nakon čega je deblokiran pregovarački proces.
U posljednje vrijeme hrvatska strana koristi umjesto naziva Piranski zaljev termin Savudrijska vala. 
Od ostalih graničnih pitanja valja spomenuti nasip na rijeci Muri.
Krajem 2008. Slovenija blokira hrvatske pristupne pregovore u EU zbog navodnog prejudiciranja rješenja granice u nekim hrvatskim pregovaračkim materijalima. Slovenija je na sjednici Vijeća ministara EU 8.12.08. blokirala nastavak pregovaračkog procesa iako je iako je hrvatska vlada izjavila da materijali korišteni u pregovorima ni na koji način ne prejudiciraju rješenje graničnog pitanja te izrazila spremnost prihvatiti prijedlog Francuske (zemlje predsjedateljice).

## Gradnja autocesta prema hrvatskoj granici
Hrvatska je u proteklih 10 godina sagradila veći dio svoje autocestovne mreže posebice zbog turizma. U njenom je interesu autocestovni spoj preko Slovenije na austrijsku i talijansku mrežu. Riječ je o sljedećim dionicama:
Pravac Austrija: 
1.	Zagreb-GP Macelj/Grškovje-Maribor. Dio Pyhrn koridora, glavna veza Zagreba s Bečom
2.	Zagreb-GP Bregana/Obrežje-Ljubljana. Dio TEN koridora 8, spoj Srednje Europe s Bliskim istokom
3.	Rijeka-GP Rupa/Jelšane-Postojna. Poveznica jadranske obale s Austrijom i Njemačkom
4.	Pravac Italija:
1.	Rijeka-GP Pasjak/Starod-Trst. Poveznica jadranske obale s Italijom
2.	GP Plovanija-Kopar-Trst. Poveznica Istre s Italijom

Hrvatska je sagradila svoj dio mreže do slovenske granice na svim navedenim pravcima. 
Slovenija gradi na sljedećim dionicama prema Hrvatskoj  ↓dars :
•	Karavanke-Ljubljana-GP Obrežje/Bregana. Tijekom 2009 bi posljednja dionica trebala biti završena 
•	Maribor(čvor Slivnica)-Ptuj (čvor Draženci). Rok završetka je 2009 no mogao bi doći u pitanje zbog zamrzavanja sredstava EU-a uzrokovanog uvođenjem vinjeta. Nastavak prema GP Gruškovju je u planu nakon 2013. Jedino se gradi 600 m punog profila na samom prijelazu Gruškovje. 
Ovakva spora dinamika gradnje se u Hrvatskoj doživljava kao svojevrsna ucjena zbog otvorenih pitanja.
Slovenija smatra da je njen prioritet izgradnja mreže na glavnim i najoptrećenijim pravcima (Kopar-Ljubljana-Maribor-Mađarska te tunel Karavanke-Ljubljana-GP Obrežje). 
Činjenica jest da prosječni dnevni promet promet na godišnjoj razini(PDGP) na dionicama od Rijeke prema Sloveniji ne relativno nizak (visok je ljeti) no ako bi se slijedio taj princip onda se ni tunel Karavanke nije potreban.   Prema trenutnim planovima dionica GP Gruškovje-Maribor bi u potpunosti trebala biti završena nakon 2013. Za pravce GP Jelšane-Postojna, GP Pasjak-Trst nije još određena ni trasa. Koridor u razmatranju je GP Jelšane-Ilirska Bistrica-Pivka od kuda bi jedan krak išao na Postojnu a drugi na Sežanu.
Spoj Istre s Trstom je u planu nakon 2013.

### Slovenske vinjete
Uvođenjem vinjeta za osobna vozila od 01.07.2008 otvoreno je još jedno problematično poglavlje u odnosima dviju zemalja. U prodaji su samo 6-mjesečne (35 eur) i godišnje vinjete (55 eur) čime su diskriminirana vozila koja rijetko koriste slovenske autoceste. U tu kategoriju npr spadaju hrvatski putnici na pravcu od GP Macelj prema Austriji (GP Šentilj). Za nekoliko km autoceste od Maribora do Šentilja potrebno je platiti minimalnu 6-mjesečnu vinjetu. S druge strane slovenski korisnici za 55 eur godišnje koriste čitavu mrežu autocesta.  Zahvaljujući vinjetama je došlo do povećanja prihoda od cestarina. Od uvođenja vinjeta 01.07. do 17.08 prodano je 1,6 milijuna vinjeta za što je uprihodovano 186 mil eur. Do kraja godine ih se planira prodati još 400.000 a očekuje se da će prihod biti za 14% veći u odnosu na lanjski ↓vinjete.  
Vinjete su dugoročno gledajući, prijelazna faza do uvođenja satelitskog sustava naplate.
Mnogi europski autoklubovi su prosvjedovali tražeći uvođenje kraćih, 10 dnevnih vinjeta. 
EK je je zatražila objašnjenje o vinjetama. Za sada su Sloveniji zamrznuta europska sredstva za gradnju autocesta u visini od 40 mil EUR. Slovenija ne popušta a za kraj siječnja najavljuje mogućnost revizije odluke .

## Nuklearna elektrana Krško
NE Krško je sagrađena je zajedničkim sredstvima dviju zemalja u omjeru 50:50. Radi od 1981. godine i smatra se sigurnom elektranom jer je sagrađena korištenjem američke tehnologije i primjenom američkih pravila u izgradnji, održavanju i radu elektrane.
Od osamostaljenja dviju zemalja su se pojavili sljedeći problemi:
•	cijena isporučene energije u hrvatsku mrežu
•	sastav uprave
•	zbrinjavanje otpada
•	fond za financiranje i zbrinjavanje radioaktivnog otpada.
Slovenija je nacionalizirala nuklearku 1996., a 1998. obustavlja isporuku struje zbog nepristajanja Hrvatske na jednostrano određenu cijenu isporučene energije. Prema sporazumu Račan-Drnovšek iz 2001. obje strane odustaju od potraživanja,  pristaju na uplate u zajednički dekomisijski fond, a isporuka je trebala krenuti 01.07.2002. Slovenija je Hrvatsku tužila za nenaplaćenu isporučenu energiju u iznosu od 105 mil USD. Riječ je o razlici između cijene koju je tražila Slovenija i cijene koju je Hrvatska plaćala. Hrvatsko potraživanje je pak iznosilo 180 mil USD. Riječ je o razlici cijene zbog korištenja skupljih izvora od 1998. do 01.07.2002 ↓krško.  
Isporuka struje je zbog kašnjenja ratifikacije od strane slovenskog parlamenta stvarno započela tek 19.04.2003.
Hrvatska je 4. studenoga 2005. pokrenula arbitražni postupak protiv Vlade pred Međunarodnim centrom za rješavanje investicijskih sporova (ICSID) u Washingtonu. 
Slovenija Hrvatskoj prigovara što je s uplatama u dekomisijski fond započela tek 2006. Pitanje odlaganja otpada je ostalo otvoreno.

## Ljubljanska banka
Ljubljanska banka je za vrijeme bivše Jugoslavije bila jedna od najuglednijih banaka. Cca 130 000 hrvatskih građana je imalo otvorene štedne račune. .
Banka je također kreditirala hrvatska poduzeća. Ta sredstva nisu nikada vraćena. 
Nakon raspada Jugoslavije Ljubljanska banka objavljuje stečaj. Banka nasljednica, Nova ljubljanska banka (NLB) je prema teritorijalnom principu priznala štedne uloge samo slovenskih štediša. 
Hrvatska strana smatra da je riječ o diskriminaciji. 
Slovenski stav je da je nakon raspada Jugoslavije došlo do novih, nepredviđenih okolnosti. Štedni ulozi bi se trebali smatrati dijelom sukcesijske mase bivše države. 
2004. je grupa hrvatskih štediša tužila Banku na Europskom sudu za ljudska prava u Strasbourgu. 03.10.2008 je sud tužbu odbacio. 

## Slovenska odmarališta
Za vrijeme Jugoslavije su slovenska poduzeća gradila na hrvatskoj obali. Nakon raspada su zatvorena. Dio je ponovno u funkciji kao mješovita poduzeća.

## Vanjske poveznice
- Stranice hrvatskog veleposlanstva u Ljubljani  Arhivirana inačica izvorne stranice od 4. ožujka 2021. (Wayback Machine)
- Društvo za upravljanje i izgradnju autocesta Republike Slovenije  Arhivirana inačica izvorne stranice od 16. prosinca 2008. (Wayback Machine)
- Podaci o gustoći prometa na prometnicama u Sloveniji
- Službene stranice Nuklearne elektrane Krško